# کلمنت دیکین
کلمنت دیکین (انگلیسی: Clement Deykin; ۱ اکتبر ۱۸۷۷ – ۱۴ مارس ۱۹۶۹) بازیکن راگبی ۱۵ نفره اهل بریتانیا بود.